# رالف کلرمن
رالف کلرمن (انگلیسی: Ralf Kellermann؛ زادهٔ ۲۴ سپتامبر ۱۹۶۸) بازیکن فوتبال اهل آلمان است.
از باشگاه‌هایی که در آن بازی کرده‌است می‌توان به باشگاه فوتبال پادربورن، باشگاه فوتبال اف‌اس‌وی فرانکفورت، اشپورت فقاند زیگن، باشگاه فوتبال زنان وولفسبورگ، و باشگاه فوتبال دویسبورگ اشاره کرد.